# Senecio glomeratus
Senecio glomeratus là một loài thực vật có hoa trong họ Cúc. Loài này được Desf. ex Poir. miêu tả khoa học đầu tiên năm 1817.